# Liga a IV-a
Liga a IV-a este al patrulea eșalon fotbalistic din România. Competițiile se dispută la nivel județean și sunt organizate de fiecare asociație județeană în parte.

## Istoric

### Campionatul Regional
Fotbalul din România își are originile în anul 1909, când a fost fondată prima competiție fotbalistică a țării. La început, meciurile se desfășurau într-un sistem de tip cupă, iar echipele participante proveneau în principal din regiunea Munteniei, în special din București și Ploiești.
În sezonul 1920–21, pe lângă Cupa Harwester, Cupa Jean Luca P. Niculescu și Cupa Maior Zorileanu din București, s-au desfășurat și campionate districtuale în Timișoara/Arad, Cluj, Oradea, Târgu Mureș și Cernăuți. Din motive neclare, însă, nu s-a disputat un turneu național între campioanele districtuale.
Începând cu sezonul 1921–22, Comisiunea de Football-Asociație a decis să modifice structura competiției, introducând un nou sistem: câștigătoarele fiecărui campionat districtual din țară se calificau în faza națională pentru a stabili campioana României.
În 1930, Comisiunea de Football-Asociație a devenit oficial Federația Română de Fotbal – Asociație, iar activitatea fotbalistică a fost reorganizată. Astfel, fotbalul românesc a fost împărțit în cinci ligi geografice – Nord, Vest, Sud, Est și Centru, fiecare fiind subdivizată în districte. Câștigătoarele districtelor nu mai avansau direct în faza națională, ci participau într-un turneu eliminatoriu pentru a desemna campioana ligii regionale. Echipa câștigătoare obținea apoi dreptul de a participa la turneul final al fazei naționale, unde concura pentru titlul de campioană a României.
În 1932, odată cu înființarea Diviziei A, ligile regionale au devenit al doilea nivel fotbalistic, iar cele cinci câștigătoare regionale au participat, alături de ultimele clasate din cele două serii ale primului eșalon și de câștigătoarea duelului dintre locurile 6 ale celor două serii, la barajul pentru promovare/menținere în Divizia A.
Începând cu sezonul 1934–35, odată cu înființarea Diviziei B, competiția a devenit al treilea nivel fotbalistic. Ulterior, în 1936–37, prin înființarea Diviziei C, Campionatul Regional a devenit al patrulea nivel al fotbalului românesc. După sezonul 1937–38, Divizia C a fost desființată, iar Campionatul Regional a revenit la statutul de al treilea eșalon până la reintroducerea Diviziei C în perioada postbelică.
În 1950, Republica Populară Română a fost reorganizată administrativ și teritorial în regiuni și raioane, fiecare regiune având propriul campionat de fotbal. Între 1950-1956 și 1960-1963, Divizia C a fost desființată și Campionatul Regional a fost al treilea eșalon al fotbalului românesc.

### Campionatul județean
În 1968, odată cu noua reorganizare teritorială a țării  pe județe, competiția a fost redenumită  Campionatul județean. Din sezonul 1992-1993 a purtat numele de Divizia C - Faza județeană. Din sezonul 1997-1998 a fost cunoscută sub numele de Divizia D.
Din sezonul 2006-2007 devine Liga a IV-a. Liga a IV-a este organizată în 42 de serii conduse de 41 de asociații județene și asociația municipală București. FRF a organizat cele 42 de asociații în 7 regiuni de câte 6 serii fiecare: Nord–Est, Nord–Vest, Centru, Vest, Sud–Vest, Sud, Sud-Est.
Asociațiile județene de fotbal aleg fiecare în parte sistemul competițional de desfășurare și numărul de echipe care participă. În România cel mai des utilizat este sistemul tur-retur cu o singură serie, dar mai sunt și unele asociații care preferă câte 2 sau chiar 4 serii urmând ca învingătoarele seriilor să se întâlnească între ele la un play-off pentru desemnarea campioanei. Numărul de echipe diferă de la județ la județ.
Cel mai mic număr de echipe se găsește la AJF Mureș: o serie cu doar 8 echipe care joacă sistemul scoțian, adică se întâlnesc între ele de 4 ori. Cel mai mare număr de echipe îl are AJF Vrancea cu un număr de 27 de echipe.
Câștigătoarele campionatelor județene se întâlnesc prin tragere la sorți în urma criteriilor geografice pe teren neutru la un meci de baraj pentru accederea în Liga a III-a.

## Denumirile de-a lungul timpului
| Nume                       | Perioada                  |
| -------------------------- | ------------------------- |
| Campionatul Regional       | 1920–32, 1936-42, 1946-68 |
| Campionatul Județean       | 1968–1992                 |
| Divizia C - Faza Județeană | 1992–1997                 |
| Divizia D                  | 1997–2006                 |
| Liga a IV-a                | 2006–prezent              |

## Ligile județene
| Nord–Est - Liga a IV-a Bacău - Liga a IV-a Botoșani - Liga a IV-a Iași - Liga a IV-a Neamț - Liga a IV-a Suceava - Liga a IV-a Vaslui | Nord–Vest - Liga a IV-a Bihor - Liga a IV-a Bistrița-Năsăud - Liga a IV-a Cluj - Liga a IV-a Maramureș - Liga a IV-a Satu Mare - Liga a IV-a Sălaj | Centru - Liga a IV-a Alba - Liga a IV-a Brașov - Liga a IV-a Covasna - Liga a IV-a Harghita - Liga a IV-a Mureș - Liga a IV-a Sibiu | Vest - Liga a IV-a Arad - Liga a IV-a Caraș-Severin - Liga a IV-a Gorj - Liga a IV-a Hunedoara - Liga a IV-a Mehedinți - Liga a IV-a Timiș |

| Sud–Vest - Liga a IV-a Argeș - Liga a IV-a Dâmbovița - Liga a IV-a Dolj - Liga a IV-a Olt - Liga a IV-a Teleorman - Liga a IV-a Vâlcea | Sud - Liga a IV-a București - Liga a IV-a Călărași - Liga a IV-a Giurgiu - Liga a IV-a Ialomița - Liga a IV-a Ilfov - Liga a IV-a Prahova | Sud–Est - Liga a IV-a Brăila - Liga a IV-a Buzău - Liga a IV-a Constanța - Liga a IV-a Galați - Liga a IV-a Tulcea - Liga a IV-a Vrancea |